# Cantone di Is-sur-Tille
Il Cantone di Is-sur-Tille è una divisione amministrativa dell'arrondissement di Digione.
A seguito della riforma approvata con decreto del 18 febbraio 2014, che ha avuto attuazione dopo le elezioni dipartimentali del 2015, è passato da 24 a 50 comuni.

## Composizione
I 24 comuni facenti parte prima della riforma del 2014 erano:
- Avelanges
- Chaignay
- Courtivron
- Crécey-sur-Tille
- Diénay
- Échevannes
- Épagny
- Flacey
- Gemeaux
- Is-sur-Tille
- Lux
- Marcilly-sur-Tille
- Marey-sur-Tille
- Marsannay-le-Bois
- Moloy
- Pichanges
- Poiseul-lès-Saulx
- Saulx-le-Duc
- Spoy
- Tarsul
- Til-Châtel
- Vernot
- Villecomte
- Villey-sur-Tille

Dal 2015 i comuni appartenenti al cantone sono i seguenti 50:
- Avelanges
- Avot
- Barjon
- Boussenois
- Busserotte-et-Montenaille
- Bussières
- Chaignay
- Chanceaux
- Chazeuil
- Courlon
- Courtivron
- Crécey-sur-Tille
- Cussey-les-Forges
- Diénay
- Échevannes
- Épagny
- Francheville
- Foncegrive
- Fraignot-et-Vesvrotte
- Frénois
- Gemeaux
- Grancey-le-Château-Neuvelle
- Is-sur-Tille
- Lamargelle
- Léry
- Lux
- Marcilly-sur-Tille
- Marey-sur-Tille
- Marsannay-le-Bois
- Le Meix
- Moloy
- Orville
- Pellerey
- Pichanges
- Poiseul-la-Grange
- Poiseul-lès-Saulx
- Poncey-sur-l'Ignon
- Sacquenay
- Salives
- Saulx-le-Duc
- Selongey
- Spoy
- Tarsul
- Til-Châtel
- Vaux-Saules
- Vernois-lès-Vesvres
- Vernot
- Véronnes
- Villecomte
- Villey-sur-Tille